# Cuccaro Vetere
Cuccaro Vetere là một đô thị (comune) thuộc tỉnh Salerno trong vùng Campania của Ý. Cuccaro Vetere có diện tích km2, dân số là người (thời điểm ngày).